# Golf de Messènia
El golf de Messènia (grec: Μεσσηνιακός Κόλπος) és el nom del gran golf occidental de la costa sud del Peloponès, a la mar Jònica. El delimiten les costes meridionals de Messènia i la costa sud-oest de la península de Mani, a Lacònia. Té per límits a l'oest l'illa de Venetiko i el Cap Tènaron al sud-est.
Les costes occidentals del golf són majoritàriament baixes i fèrtils, i la costa oriental és escarpada i abrupta, on acaben els contraforts del mont Taíget, amb pocs assentaments humans. El riu Pamís desemboca al golf, prop de la ciutat portuària de Calamata. Una ciutat important situada al golf és Coró.